# Luz Amorocho
Luz Amorocho Carreño (Bogotá, 23 de abril de 1922-29 de septiembre de 2019) fue la primera arquitecta formada en Colombia.

## Primeros años
Fue la tercera de cuatro hermanos, dos mayores y una menor, que crecieron en un ambiente de igualdad. Su padre era un hombre de mentalidad liberal, que le daba importancia a todo lo que tuviera que ver con educación y cultura, y que daba por sentado que su hija iba a ser profesional.
En 1941, después de pasar los exámenes de admisión y aprovechando su facilidad para el dibujo, entró a la recién inaugurada Escuela de Arquitectura, de la Universidad Nacional de Colombia en Bogotá, toda una sorpresa para sus compañeros, ya que fue la única mujer de su curso aún cuando había otras mujeres en la carrera. Tras cumplir con todos los requisitos en los cinco años de carrera, y mientras trabajaba en las vacaciones como dibujante en el Ministerio de Obras Públicas – MOP y con un familiar arquitecto, se graduó en 1945, convirtiéndose en la primera arquitecta del país.

## Trayectoria
Inmediatamente después de su graduación, Amorocho fue nombrada como la primera directora de la carrera de delineante de arquitectura al fundarse en 1946 el Colegio Mayor de Cultura Femenina de Cundinamarca —hoy Colegio Mayor de Cundinamarca—, una apuesta por la educación técnica femenina.
Así mismo, “la arquitecta señorita” Luz Amorocho fue la primera en escribir un artículo para la entonces controversial y vanguardista revista Proa. Escrito a cuatro manos junto con Enrique García, José Angulo y Carlos Martínez, se publicó el artículo Bogotá puede ser una ciudad Moderna, anticipando la visita de Le Corbusier a Bogotá en 1947 y el establecimiento de la arquitectura y el urbanismo moderno como la corriente dominante de la arquitectura colombiana hasta los años 1960s.
Ante la destrucción del puerto de Tumaco en 1947, se encarga a la Town Planning Associates —firma de José Luis Sert y Paul Lester Wiener, discípulos de Le Corbusier— el Plan Piloto para la reconstrucción de la nueva ciudad de Tumaco en 1948. Amorocho empieza su trabajo en el Ministerio de Obras Públicas – MOP y hace parte del grupo de arquitectos que trabaja en plan hasta 1950.
Entre 1950 y 1960 Amorocho fue la única arquitecta integrante del Departamento de Arquitectura de Cuellar Serrano Gómez, una de las firmas de arquitectura y construcción más grandes de Colombia, A pesar de participar en obras de gran escala como el Hotel Tequendama, la misma Amorocho reconoce que su función en la firma era principalmente la de un dibujante, y describe el ambiente conservador siendo soltera y casi la única profesional que trabajaba allí.
En un acto que consideró como rebelión ante esta saturación profesional y emocional, se mudó a París en 1960, a “asumir su libertad” y a cultivar sus otras pasiones: la sociología, la literatura y el teatro. Sin embargo, nunca abandonó la arquitectura y trabajó con Nicole Sonolet.
En 1966 regresa a Colombia y empieza a trabajar en la Universidad Nacional. Para 1970 es nombrada directora de la Oficina de Planeación Física de la Universidad donde, además de dirigir a dibujantes y arquitectos que diseñaban los nuevos proyectos de la universidad como la biblioteca central y la torre de administración – hoy la Facultad de enfermería, Amorocho participó en el diseño de obras de adecuación y mantenimiento de la “ciudad blanca”. 
En 1982, publica el primer libro que compila la historia de los edificios del campus de la universidad pública más importante del país, texto fundamental de la historia arquitectónica de la universidad, de Bogotá y de Colombia. Ese mismo año, y tras entregar el libro, Amorocho se pensionó.